# Schlagertider
Schlagertider är en samling från 2006 bestående av bidrag till den svenska Melodifestivalen från åren 1968-2005.

## Låtlista
1. Tusen och en natt - Charlotte Perrelli (då Nilsson)
2. Håll om mig - Nanne Grönvall
3. Lyssna till ditt hjärta - Friends
4. Se på mig - Jan Johansen
5. Give Me Your Love - Fame
6. Högt över havet - Arja Saijonmaa
7. Crazy in Love - Jill Johnson
8. Dansa i neon - Lena Philipsson
9. Miss Decibel - Wizex
10. Världen utanför - Barbados
11. Min kärlek - Shirley Clamp
12. Diggi-Loo Diggi-Ley - Herreys
13. Bra vibrationer - Kikki Danielsson
14. Som stormen - Sara Löfgren
15. Never Let It Go - Afro-Dite
16. Vem é dé du vill ha - Kikki, Bettan & Lotta
17. Dag efter dag - Chips
18. Stad i ljus - Tommy Körberg
19. Det börjar verka kärlek banne mej - Claes-Göran Hederström
20. Fyra Bugg & en Coca Cola - Lotta Engberg
21. La dolce vita - After Dark
22. Hallå hela pressen - Chattanooga
23. Genom eld och vatten - Sarek
24. Det vackraste - Cecilia Vennersten
25. Främling - Carola (remixversion)
26. När vindarna viskar mitt namn - Roger Pontare & Emma Karlsson (liveversion från Fame Factory)